# Anbar dei Caldei
Anbar dei Caldei (łac. Dioecesis Anbarensis Chaldaeorum) – stolica historycznej diecezji leżącej na terenie dzisiejszego Iraku. W 1980 papież Jan Paweł II ustanowił ją katolickim biskupstwem tytularnym wyznaczanym dla biskupów obrządku chaldejskiego.

## Biskupi tytularni
| Lp. | Biskup               | Funkcja                                      | Od                  | Do                |
| --- | -------------------- | -------------------------------------------- | ------------------- | ----------------- |
| 1   | Stéphane Katchou     | archieparcha koadiutor Basry (Irak)          | 3 października 1980 | 10 listopada 1981 |
| 2   | Ibrahim Namo Ibrahim | egzarcha apostolski Stanów Zjednoczonych     | 11 stycznia 1982    | 3 sierpnia 1985   |
| 3   | Shlemon Warduni      | biskup kurialny patriarchatu Babilonu (Irak) | 12 stycznia 2001    |                   |